# Mirosław Emil Pacławski
Mirosław Emil Pacławski, OFM (ur. 6 listopada 1968 w Zabrzu) – polski franciszkanin, członek Prowincji Wniebowzięcia NMP Zakonu Braci Mniejszych w Katowicach, autor felietonów, redaktor parafialnej gazetki Porcjunkula.

## Życiorys
O. Emil Pacławski do zakonu franciszkańskiego wstąpił w 1987. Po odbyciu rocznego nowicjatu złożył w 1988 pierwszą profesję zakonną. Następnie studiował filozofię i teologię w Wyższym Seminarium Duchownym Braci Mniejszych w Katowicach. Po przyjęciu święceń kapłańskich w 1994 duszpasterzował w Panewnikach na Górnym Śląsku, gdzie współorganizował katowicki Ekosong. W latach  2001-2006 oraz w latach 2013-2022 był przełożonym klasztoru w Tychach. O. Pacławski jest znanym w Tychach organizatorem pielgrzymek do Ziemi Świętej i sanktuariów Europy. Wydał kilka tomików swoich felietonów. Jest proboszczem Parafii św. Franciszka z Asyżu i św. Klary w Tychach od 2001 roku. 

## Dorobek pisarski
W 2010 roku wydał książkę z okazji 5-lecia pontyfikatu papieża Benedykta XVI. Wydawcą publikacji Pontyfikat na piątkę jest Księgarnia św. Jacka w Katowicach. W marcu 2013 roku ukazała się kolejna książka poświęcona Benedyktowi XVI, która zarazem stała się w pewnym sensie podsumowaniem pontyfikatu. Jej tytuł to „Włoskie podróże Benedykta. Od Bari do Loreto”. W listopadzie 2014 roku wydał książkę „Chrześcijaństwo jest ogniem” będącą zbiorem felietonów z lat 2011–2013. W maju 2016 roku ukazał kolejny tomik z felietonami z lat 2014–2015 pod tytułem: „Kościół otwiera drzwi”. W kwietniu 2017 roku, z okazji 90 urodzin papieża seniora Benedykta XVI, nakładem Księgarni św, Jacka w Katowicach ukazała się książka „Ukryty przed światem”. W roku 2021 wydał kolejną książkę z felietonami "Pusty wieczernik". Natomiast we wrześniu 2024 roku, nakładem krakowskiego wydawnictwa Homo Dei ukazała się książka "Zbuntowana owca" ze zbiorem felietonów z lat 2021-2023.

## Zbiory felietonów
- 2005 Paprocańska 90 kapłaństwem pisana ISBN 83-87646-20-2
- 2006 Kościół nie umarł ISBN 83-87646-04-0
- 2009 Recepta na pewną Miłość ISBN 83-87646-12-2
- 2011 Między dynią a krzyżem ISBN 978-83-7030-794-3
- 2014 Chrześcijaństwo jest ogniem ISBN 978-83-7030-949-7
- 2016 Kościół otwiera drzwi ISBN 978-83-65375-43-8
- 2018 Taka jest moja wiara ISBN 978-83-7593-363-5
- 2021 Pusty wieczernik ISBN 978-83-8099-130-9
- 2024 Zbuntowana owca ISBN 978-83-67767-18-7

## Inne książki
- 2007 Polska flaga w Izraelu ISBN 83-87646-12-1
- 2009 Mały alfabet franciszkański ISBN 83-87646-12-4
- 2010 Pontyfikat na piątkę ISBN 978-83-7030-760-8
- 2013 Włoskie podróże Benedykta ISBN 978-83-7030-892-6
- 2017 Ukryty przed światem ISBN 978-83-8099-011-1